# Ravno Selo
Ravno Selo (en serbe cyrillique : Равно Село) est une localité de Serbie située dans la province autonome de Voïvodine. Elle fait partie de la municipalité de Vrbas, dans le district de Bačka méridionale. Au recensement de 2011, elle comptait 3 088 habitants.
Ravno Selo, officiellement classé parmi les villages de Serbie, est situé sur les bords de la Jegrička, un affluent gauche de la Tisa.

## Démographie

### Évolution historique de la population
| 1948  | 1953  | 1961  | 1971  | 1981  | 1991  | 2002  | 2011  |
| ----- | ----- | ----- | ----- | ----- | ----- | ----- | ----- |
| 4 046 | 4 362 | 4 378 | 3 814 | 3 636 | 3 579 | 3 478 | 3 088 |

|  |